# Episodi di Nancy, Sonny & Co. (quinta stagione)
La quinta stagione della serie televisiva Nancy, Sonny & Co. è stata trasmessa in anteprima negli Stati Uniti d'America in syndication tra il 26 settembre 1987 e il 28 maggio 1988.
| nº | Titolo originale                     | Titolo italiano | Prima TV USA      | Prima TV Italia |
| -- | ------------------------------------ | --------------- | ----------------- | --------------- |
| 1  | Till Death Do Us Part                |                 | 26 settembre 1987 |                 |
| 2  | Her Back to the Future               |                 | 3 ottobre 1987    |                 |
| 3  | No, My Darling Daughter              |                 | 10 ottobre 1987   |                 |
| 4  | Sweet Charity                        |                 | 17 ottobre 1987   |                 |
| 5  | Killing of Sister Dot                |                 | 24 ottobre 1987   |                 |
| 6  | The Date Show                        |                 | 31 ottobre 1987   |                 |
| 7  | Search and Strike                    |                 | 7 novembre 1987   |                 |
| 8  | The Vegas Show (Part 1)              |                 | 14 novembre 1987  |                 |
| 9  | The Vegas Show (Part 2)              |                 | 21 novembre 1987  |                 |
| 10 | The Sonny's Mother Show              |                 | 28 novembre 1987  |                 |
| 11 | Strictly Personal                    |                 | 12 dicembre 1987  |                 |
| 12 | A Pen Pal for Your Thoughts          |                 | 19 dicembre 1987  |                 |
| 13 | Twelve Angry Women                   |                 | 26 dicembre 1987  |                 |
| 14 | Skin Deep                            |                 | 2 gennaio 1988    |                 |
| 15 | Everyone's a Critic                  |                 | 16 gennaio 1988   |                 |
| 16 | Take Back Your Mink                  |                 | 23 gennaio 1988   |                 |
| 17 | The One About the Tattooed Lady      |                 | 30 gennaio 1988   |                 |
| 18 | Daddy's Little Girl                  |                 | 6 febbraio 1988   |                 |
| 19 | Ginger's Grandmother Show            |                 | 13 febbraio 1988  |                 |
| 20 | Dot's Hope                           |                 | 20 febbraio 1988  |                 |
| 21 | The Amy and Louie Show               |                 | 27 febbraio 1988  |                 |
| 22 | Ginger and the Senator               |                 | 23 aprile 1988    |                 |
| 23 | Healings, Nothing More Than Healings |                 | 30 aprile 1988    |                 |
| 24 | The No Guys Show                     |                 | 7 maggio 1988     |                 |
| 25 | The Waiting Game                     |                 | 14 maggio 1988    |                 |
| 26 | Tune In, Tune Out                    |                 | 28 maggio 1988    |                 |